# Kōshū
Kōshū (甲州市, Kōshū-shi?) è una città giapponese della prefettura di Yamanashi.